# Gynaikeion
Gynaikeion (grekiska: γυναικεῖον) eller gynekeinon var hos grekerna den del av bostaden som beboddes av kvinnor och barn. Pojkar kunde uppehålla sig där fram till sjuårsåldern. I mitten av gynaikeion låg en större sal, oikos, där husets kvinnliga överhuvud vävde och spann garn. På ömse sidor om oikos låg thalamos, sovrum.

Schematic plan of a megaron complex. 1: anteroom, 2: hall (main room), 3: columns in portico and hall
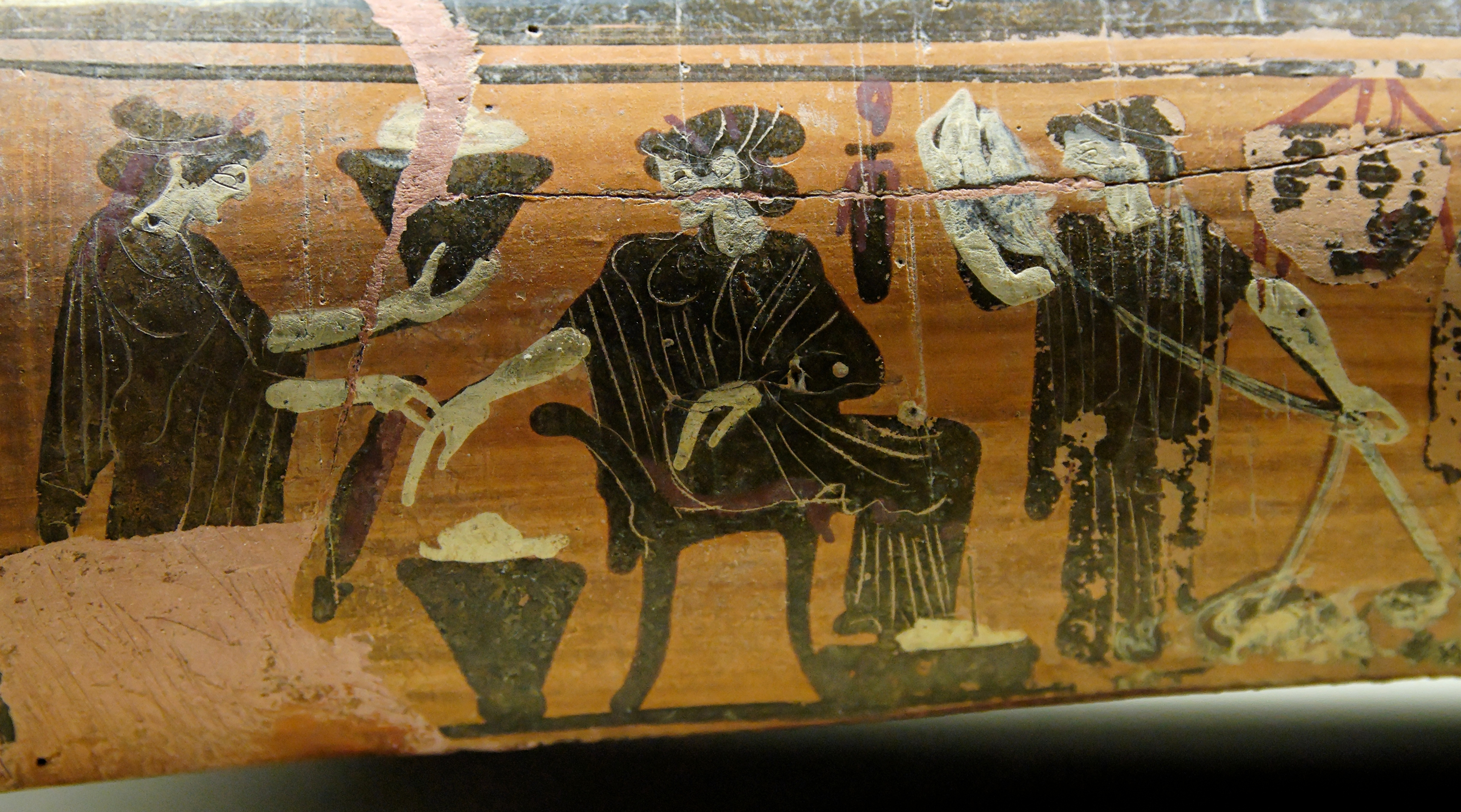
Detail from an epinetron showing women weaving in a gynaeceum, about 500 BCE